# Arsène Millocheau

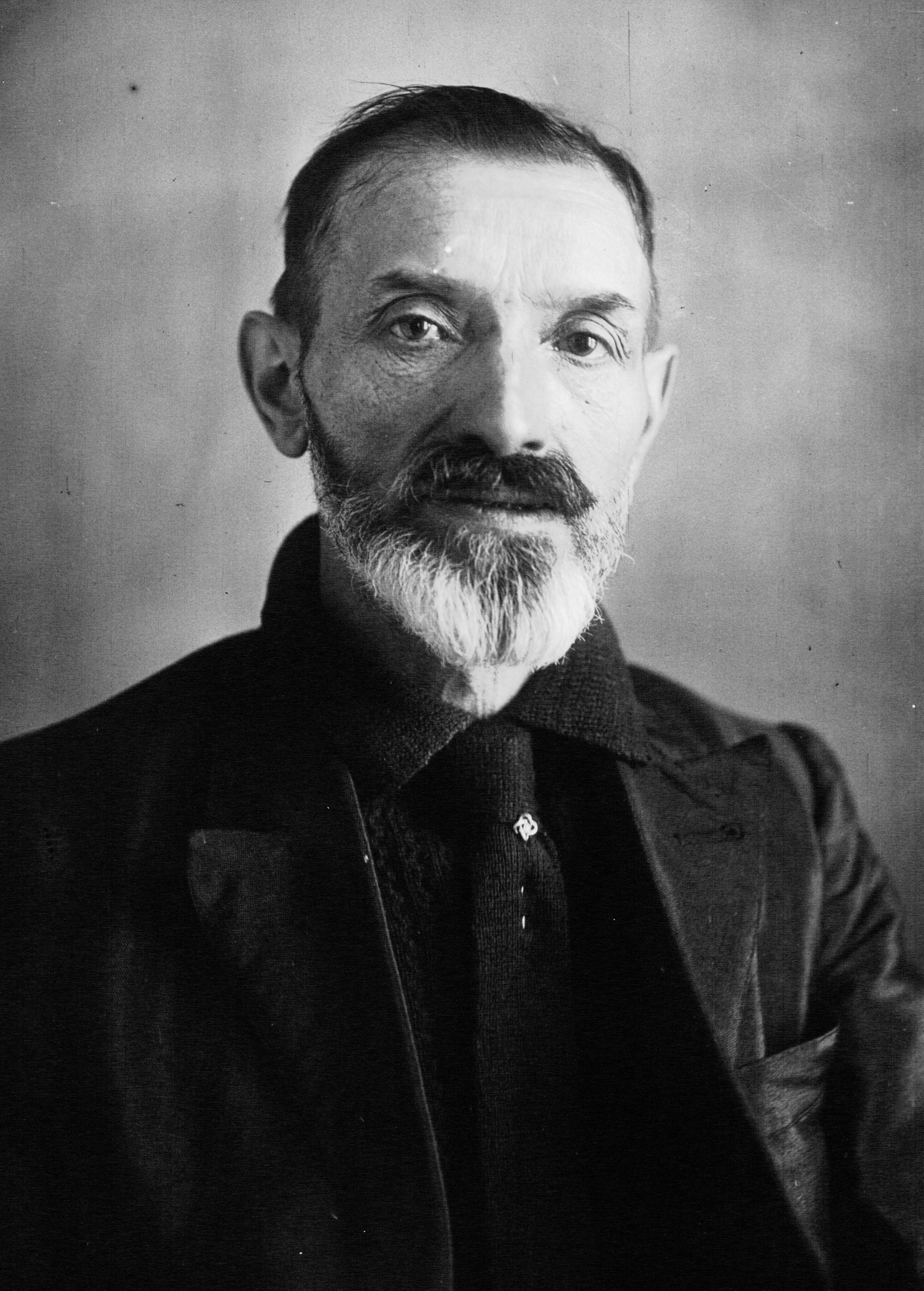
Arsène Millocheau, 1921

Arsène Millocheau (* 21. Januar 1867 in Champseru; † 4. Mai 1948 in Paris) war ein französischer Radrennfahrer.
Arsène Millocheau startete 1903 bei der ersten Austragung der Tour de France und ging als erster Träger der Roten Laterne in die Radsportgeschichte ein. Von 60 gestarteten Fahrern kamen lediglich 21 in Paris an, und Millocheau hatte einen Rückstand von 64 Stunden, 57 Minuten und acht Sekunden auf den Sieger Maurice Garin. 1891 war er schon bei den jeweils ersten Austragungen von Bordeaux–Paris und beim 1200 Kilometer langen Paris–Brest–Paris gefahren; 1896 belegte er bei der ersten Edition von Paris–Roubaix den 19. Rang. 1921, im Alter von 54 Jahren, startete er ein weiteres Mal bei Paris–Brest–Paris.
Bis zu seinem Tode im Alter von 81 Jahren betrieb Millocheau eine Fahrradwerkstatt in Paris.